# Astragalus harpocarpus
Astragalus harpocarpus es una especie de planta del género Astragalus, de la familia de las leguminosas, orden Fabales.

## Distribución
Astragalus harpocarpus se distribuye por Afganistán, Tayikistán y Uzbekistán.

## Taxonomía
Fue descrita científicamente por V. V. Meffert. Fue publicada en Fl. Tadzhikistana 5: 657 (1937).